# Albrecht Václav Smiřický ze Smiřic
Albrecht Václav Smiřický ze Smiřic (1590 – 24. dubna 1614 Kostelec nad Černými lesy nebo Malá Strana v Praze) byl český šlechtic z rodu Smiřických ze Smiřic. Jeho osobou vymřela náchodská linie rodu.

## Původ a život
Narodil se jako syn Václava Smiřického ze Smiřic (1564–1593) a Doroty Holické ze Šternberka (1570–1633).
Protože otec zemřel už v necelých třiceti letech, poručníkem tehdy tříletého Albrechta Václava se stal Zikmund II. Smiřický ze Smiřic (1557–1608) z hruboskalské linie rodu.
Albrecht Václav od roku 1606 navštěvoval gymnázium ve Zhořelci. Potom studoval kalvínskou univerzitu v Heidelbergu, dále se vzdělával v Gentu a v Paříži. Během kavalírské cesty, na které ho mimochodem doprovázel Michal Slavata z Chlumu a Košumberka, navštívil Nizozemsko, Anglii, Skotsko, Irsko, Španělské Nizozemí, Francii, Itálii (Řím, Neapol, Benátky) a německé země. Na cestách zažil dobrodružství, když při plavbě z Irska do Skotska v bouři ztroskotala jeho loď. Do Čech se vrátil v roce 1611.
V roce 1608 zemřela hlava rodu Zikmund II. a o tři roky později jeho syn Jaroslav II. Podle zásad seniorátu Albrecht Václav zdědil jako nejstarší člen rodu majetek kostelecké větve. Stal se také poručníkem Jaroslavových sourozenců.
Uvažoval o sňatku s Alenou ze Žerotína, dcerou Karla staršího ze Žerotína (1564–1636), ale zemřel svobodný. Skonal 24. dubna 1614 na zámku v Kostelci nad Černými lesy nebo v paláci Smiřických na Malé Straně v Praze. Zde byly nejprve jeho ostatky vystaveny a 4. června se v kostele sv. Mikuláše konal smuteční obřad. Rakev doprovázel do Náchodu smuteční průvod. Dne 9. června byl pochován do rodinné hrobky v kostele sv. Vavřince v Náchodě, kde byl pochován i jeho otec a děd. Už v roce 1612 nechal zhotovit náhrobek pro své předky z bílého mramoru. O pohřbu vyšel tiskem spis Processus aneb vypsání slavného pohřbu dobré a vzácné paměti urozeného pána pana Albrechta Václava Smiřického ze Smiřic, na Náchodě, Rychmburku, Škvorci a Kostelci nad Černými lesy.

## Majetek
Vlastnil velký majetek. V Náchodě dokončil přestavbu hradu na renesanční zámek, se kterou začal jeho otec. Na malé hodinové věži se nachází erb Smiřických, jeho jméno a titulatura a letopočet 1611. Náchodským měšťanům potvrdil práva, že se svým rozsahem mohly rovnat právům královských měst. Dále mu patřil Rýzmburk a Ratibořice. Ve středních Čechách byl majitelem panství Kostelec nad Černými lesy a Škvorec. Černokosteleckým měšťanům udělil v roce 1611 privilegium svobodně odkazovat majetek. Dal také svolení ke stavbě hřbitovního kostela sv. Jana Křtitele, avšak v roce 1613 přikázal, aby sloužil utrakvistům.
Po jeho smrti majetek zdědil Albrecht Jan Smiřický z hruboskalské linie.